# 祐真朋樹
祐真 朋樹 (すけざね ともき、1965年 - ) は、雑誌・広告・有名タレントを手がけるファッションエディター。スタイリスト。京都府京都市生まれ。

## 人物・経歴
高校卒業後、3年ほど水商売や薬品会社、洋服屋に勤務。地元京都に取材に来ていたでマガジンハウス「POPEYE」の編集者に声をかけられ1986年（21歳）の時に上京。同誌のアシスタントとしてファッションエディターとしてのキャリアをスタート。やがてスタイリストの仕事に携わる。コマーシャルスタイリストとして、坂本龍一、中田英寿、SMAP、オダギリジョー、妻夫木聡などを担当する。
FASHION NEWS MENSの編集長を経て、2007年9月よりBeacon Fireの編集長も務め、2007年10月よりウェブマガジン OPENERSにも携わる。
2005年2月6日放送分の『情熱大陸』に出演。
2018年8月、元SMAPの香取慎吾とともに、有名ブランドとコラボする独自ブランド「JANTJE_OTEMBAAR」（ヤンチェ・オンテンバール）を立ち上げる。
女優の祐真キキは姪（兄の娘）。